# بول أندرسون (ممثل)
بول أندرسون (بالإنجليزية: Paul Anderson)‏ هو ممثل بريطاني، ولد في 12 فبراير 1978 باسكتلندا في المملكة المتحدة. بدأ مشواره المهني سنة 2005.

## أعمال

### أفلام
- (2011)  لعبة ظلال[4][5]
- (2014) '71
- (2015) العائد[6][7][8]
- (2015) في قلب البحر[9][10]
- (2018) روبن هود

### مسلسلات
- بيكي بلايندرز

## وصلات خارجية
- بول أندرسون على موقع IMDb (الإنجليزية)
- بول أندرسون على موقع روتن توميتوز (الإنجليزية)
- بول أندرسون على موقع ألو سيني (الفرنسية)
- بول أندرسون على موقع ميوزك برينز (الإنجليزية)
- بول أندرسون على موقع قاعدة بيانات الفيلم (الإنجليزية)